# Setge de Biar
El setge de Biar, del 1244 al 1245, fou un dels combats de la conquesta del Regne de València.

## Antecedents
El 1238, un cop conquerida Balànsiya, únicament quedaven dos estats musulmans a la península: l'Emirat de Gharnata i l'Emirat de Mursiyya, que controlava Alzira i Dàniyya amb el suport de Tunis. Els exèrcits de la Corona d'Aragó van continuar avançant cap al sud, fixant posicions front de la Corona de Castella, que també buscava estendre els seus dominis. Es va establir una fortalesa a Sellent i des d'aquesta es van disposar a atacar Xàtiva, que va resistir un setge el 1239 i un segon el 1240, però van caure Villena, Saix i Cabdet.
Arran del Tractat d'Alcaraz, signat el 1243, entre la Corona de Castella i l'Emirat de Mursiyya, aquest passava en la seva integritat a sobirania de Castella, però les negociacions que els castellans van encetar amb l'alcaid musulmà de Xàtiva perquè els lliurés aquesta plaça, que corresponia al Regne de València, van dur el perill d'entrar en guerra i a concertar una entrevista d'urgència al març del 1244 al castell d'Almizra, en poder del Regne de València, i el Tractat d'Almizra del 1244, entre la Corona d'Aragó i la Corona de Castella va assignar Dàniyya, Biar i Xàtiva a la Corona d'Aragó.

## El setge
El setge de Biar va durar de meitat de setembre del 1244 a principis de febrer del 1245, i en s'hi distingiren Pero Maça de Sangarrén i Guillem I d'Entença.

## Conseqüències
Després de la caiguda de Biar, la resta de viles i castells es rendiren sense gaire resistència, especialment a partir del Tractat del Pouet entre l'infant Alfons i Al-Àzraq, que suposaren el lliurament dels castells de Pop i Tàrbena, el manteniment per al-Azraq dels castells d'Alcalà i Perpuxent, i el compromís de cessió en tres anys dels castells de Gallinera, Margarida, Xeroles i Castells, que posseïa al-Azraq.
Davant el maltractament als sarraïns i l'incompliment dels acords dels monarques, els mudèjars es revoltaren l'any 1247 sota el comandament d'Al-Àzraq que, en aquest any, ja controlava els castells d'Ambra (vall de Pego), i d'Alcalà, amb nombrosos castells menors. A continuació, va anar prenent els castells de Xàtiva, Dénia, i Alacant i, amb l'ajuda del soldanat de Granada i del suport interessat del rei Alfons X de Castella, s'independitzà la regió de la riba sud del Xúquer del Regne de València.